# Wolfgang Preiß
Wolfgang Preiß (* 21. März 1922 in Leipzig; † 18. November 2004 in Dresden) war ein deutscher Bauingenieur, Hochschullehrer  und Denkmalpfleger.

## Leben und Wirken
Nach dem Schulabschluss studierte Preiß und erwarb als Abschluss den akademischen Grad eines Diplom-Ingenieurs. Er war ab 1954 als Dozent an der Technischen Hochschule Dresden tätig; 1998 wurde er Honorarprofessor für Bauwesen, Statik und Altbausanierung. Preiß war u. a. an den denkmalpflegerischen und statischen Arbeiten an der Semperoper, am Dresdner Residenzschloss und der Gemäldegalerie in Dresden, der Albrechtsburg in Meißen, der Stiftskirche in Quedlinburg, der Stadtkirche St. Nikolai in Zerbst, dem Dom in Magdeburg und an der Berliner Museumsinsel als Bausachverständiger beteiligt. Daneben war er Sachwalter des Vermächtnisses von Georg Rüth (1880–1945), des Ordinarius für Tragwerkslehre an der Technischen Hochschule Dresden. Er wurde auch als „Ruinenstatiker“ bezeichnet.
Sein Grab befindet sich auf dem Loschwitzer Friedhof in Dresden.

## Schriften (Auswahl)
- Zinnaufbereitung Altenberg. In: Wissenschaftliche Zeitschrift der Technischen Hochschule Dresden, 3. Jahrgang 1953/1954, S. 371–382.
- Zinnaufbereitung Altenberg. In: Von Domen, Mühlen und goldenen Reitern. (zusammengestellt von Reimar Gilsenbach und Ursula Zielinski) Sachsenverlag, Dresden 1955, S. 207–214.
- Gutachten zum Bauzustand der beiden Westtürme des Doms zu Meißen vom 10. Mai 1984 (unveröffentlichtes Typoskript)

## Auszeichnungen
- 1989 wurde ihm der Europapreis für Denkmalpflege der Hamburger Stiftung FV.S. für seine hervorragenden Beiträge zur Sicherung gefährdeter Baudenkmäler verliehen.[5]